# الحقيب (قرية)
قرية الحقيب : هي إحدى قرى عزلة وادي الحريبة بمديرية الصلو تعز - اليمن 

## السكان
عدد سكان قرية الحقيب مع المشعار حسب الدليل الشامل لليمن 323 نسمة 

## جغرافيا
تتوسط قرية الحقيب مديريات الصلو وسامع والمواسط وهي أقرب ألى المواسط وسامع منها إلى الصلو, وتنقسم إلى عدة محلات، وهي النوبة، السبيل، التبحي, الحرف، الوادي, دار النقيل، شعبة عامر.